# Hydropsyche kirikhan
Hydropsyche kirikhan là một loài Trichoptera trong họ Hydropsychidae. Chúng phân bố ở miền Cổ bắc.